# Pèricles
|  | Aquest article tracta sobre el general grec. Si cerqueu pel seu fill, vegeu «Pèricles el Jove». |

Pèricles (en grec antic: Περικλῆς; llatí: Perĭclēs; Atenes, 495 aC - 429 aC) va ser un polític i general de l'antiga Grècia del segle v aC. Fou un home d'estat atenès que va liderar la ciutat durant tot el període entre les guerres mèdiques (480 aC) i la Guerra del Peloponnès (431 aC), convertint la Lliga de Delos en un imperi atenès. La seva importància va ser tan gran que, en context atenès, el segle v s'anomena sovint el Segle de Pèricles.

## Primers anys
Era fill d'un estrateg militar reconegut, Xantip, vencedor de la batalla de Mícale, i d'Agarista, besneta del tirà Clístenes de Sició i neboda de Clístenes, fundador de la constitució d'Atenes. Pèricles fou el líder del partit democràtic d'Atenes, i va aconseguir que la seva ciutat fos capdavantera política i cultural de la zona. De jove va estudiar amb els millors experts de l'època (la posició dels pares li ho permetia), com Pitoclides i Damó en música, i Zenó i Anaxàgores en filosofia. Ja d'adult va participar en la guerra i es va distingir per la seva valentia.
Quan Aristides va morir, Temístocles va anar a l'exili, i Cimó estava ocupat en expedicions militars, va començar a participar en política i es va introduir al partit democràtic. La seva carrera política va durar 40 anys i hauria començat vers abans del 469 aC. Entre els seus amics i col·laboradors principals va tenir a Efialtes.

## Carrera política
Una de les primeres propostes de Pèricles fou posar el tresor públic a disposició dels que no tenien prou mitjans per assolir càrrecs públics; la llei fou passada; després va proposar el pagament dels ciutadans que servien a les corts de l'Heliea. Ulpià diu que va imposar també el pagament als soldats que servien a l'estat.
Al retorn de Cimó de Tasos, fou portat a judici, i Pèricles fou un dels que va ser designat per dirigir l'acusació; Pèricles, per alguna raó, no va usar totes les seves potencialitats i va deixar que Cimó fos absolt. Però després Pèricles va voler consolidar la seva popularitat entre el poble atacant a un reducte de l'aristocràcia, l'Areòpag, que fou desposseït de les funcions que el feien un enemic de la democràcia; l'oposició de Cimó va quedar damnada pels fets lligats al setge d'Itome i el 461 aC la mesura proposada contra l'Areòpag fou aprovada. Sembla que Pèricles actuava contra l'Areòpag perquè no havia estat escollit arcont i Efialtes el secundava per una ofensa personal que l'areòpag li havia fet.

Òstracon trobat a Atenes amb el nom de Pèricles: ΠΕΡΙΚΛΕΣ ΧΣΑΝΘΙΠΠΟ, és a dir, Περικλῆς Ξανθίππου 'Pèricles, fill de Xantip'.

No gaire més tard, Cimó fou condemnat a l'ostracisme. Pèricles va proposar també per aquest temps (vers 461 aC) el trasllat del tresor de la confederació dita de Delos (Atenes i els seus aliats) a Atenes.
El 457 aC, durant la Primera Guerra del Peloponnès va tenir lloc la batalla de Tànagra. Cimó va oferir participar en el combat però la seva proposta fou rebutjada. En la batalla Pèricles es va destacar pel seu valor. L'expedició a Egipte fou desaprovada per Pèricles. El 454 aC després del fracàs de l'expedició a Tessàlia, Pèricles va dirigir un exèrcit que va embarcar a Peges i va envair territori de Sició, i va derrotar els sicionites; després amb algunes forces dels aqueus es va dirigir a Acarnània i va assetjar Eníades sense èxit. Després d'això es va cridar a Cimó, i Pèricles va signar el decret; un acord entre ambdós establia que Cimó tindria el comandament fora de l'Àtica i Pèricles a l'Àtica.
En aquest temps Pèricles va voler fer realitat una idea que era la unió dels estats grecs: va convidar a tots els estats grecs a unir-se en una confederació i va convocar un congrés a Atenes. Entre els temes a estudiar hi havia la reconstrucció dels temples destruïts pels perses, els sacrificis comuns en temps de perill, i la llibertat i seguretat de navegació en totes direccions garantida per una pau general. Vint homes de més de 50 anys van viatjar pels estats grecs però amb l'oposició d'Esparta finalment no es va arribar a res.
El 448 aC els focis van privar a Delfos del seu control sobre el temple i els tresors; sembla que van tenir el suport dels atenencs si és que la mesura no fou indicada per aquests. Una força espartana va anar a la Fòcida i va restaurar el temple per Delfos i el dret de consulta de l'oracle fou concedit a Esparta en primer lloc; retirats els espartans, Pèricles es va presentar al lloc amb un exèrcit atenenc i va restablir la situació anterior i va transferir l'honor concedit als espartans a Atenes. El 447 aC Tòlmides va fer preparatius per ajudar els governs democràtic de les ciutats de Beòcia contra els exiliats aristocràtics que volien la revolució, però Pèricles s'hi va oposar; el seu consell fou ignorat i pocs dies després va arribar la notícia del desastre de Coronea. Això li va donar prestigi de savi i prudent.
Quan cinc anys de treva van expirar el 445 aC es van produir diverses revolucions. La primera a l'illa d'Eubea. Pèricles va anar amb un exèrcit per sotmetre l'illa i llavors es va revoltar Mègara massacrant a la guarnició atenenca. Els espartans van enviar Plistòanax a la zona, i Pèricles va abandonar Eubea i va tornar a Atenes; els espartans ja havien començat a saquejar l'Àtica però Pèricles no va voler arriscar en una sola batalla i va comprar la retirada amb els suborns adequats; llavors va tornar a Eubea amb 560 galeres i 5000 homes i va ocupar l'illa; els terratinents de Calcis van veure les seves terres confiscades. Histiea, que havia massacrat als soldats d'una galera que havia caigut a les seves mans, fou severament castigada: els habitants en foren expulsats i al seu territori es van establir dos mil colons atenencs en una nova ciutat que es va dir Òreos. Finalment van seguir trenta anys de treva i els atenesos van evacuar Trezè, Peges, Nisea (el port de Mègara) i Acaia. Segurament la moderació de Pèricles fou decisiva en aquest acord.

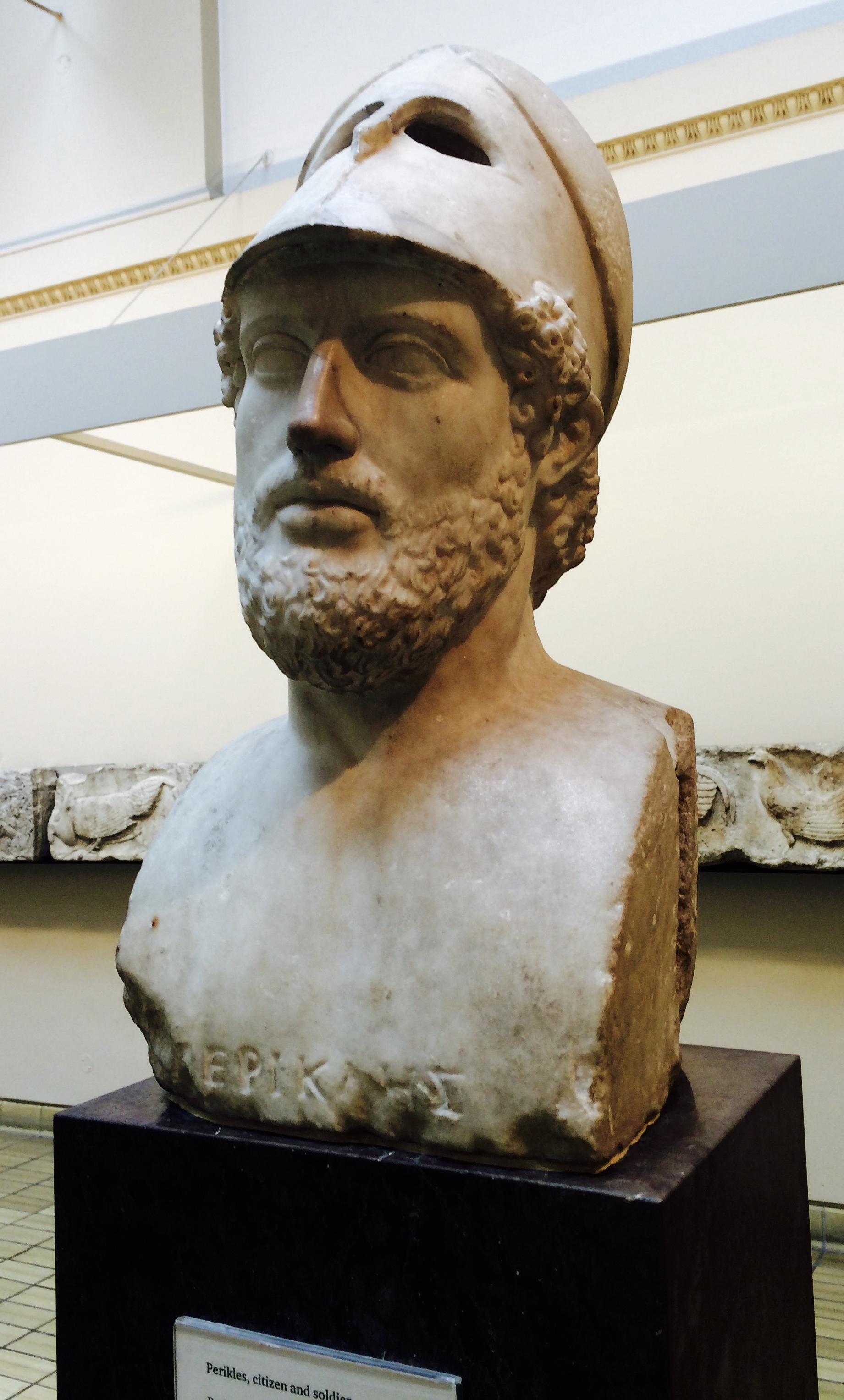
Bust de Pèricles, còpia romana del, Museu Britànic

A la mort de Cimó, el partit aristocràtic va passar a ser liderat per Tucídides, fill de Melèsies. En endavant la separació entre demòcrates i aristòcrates fou més marcada. Encara que millor polític que Cimó, Tucídides no era rival per Pèricles ni com a polític ni com orador.
El 444 aC es va aprovar una llei sobre la ciutadania atenesa. Dels habitants de la ciutat 14.000 havien resultar ser atenencs però 5000 estrangers. La ciutadania semblava concedir als atenencs grans privilegis i va tenir un efecte negatiu; quan en un altre moment es va discutir si l'estàtua d'Atena s'havia de fer de marbre o de vorí, es va triar aquest darrer material sembla que no per altre motiu que per ser més car. Tucídides i el seu partit es van oposar a les despeses que causaven les construccions dels nombrosos edificis amb els quals Pèricles estava adornant Atenes. Però aquesta posició no tenia suport popular (ja que la construcció donava beneficis a molta gent) i a més Pèricles va callar a l'oposició aportant una part del finançament personalment i aconseguint que els edificis fossin inscrits com obra de Pèricles i no del poble d'Atenes.
Tot seguit, Tucídides fou condemnat a l'ostracisme i Pèricles es va quedar sense rival. L'oposició aristocràtica es va trencar.

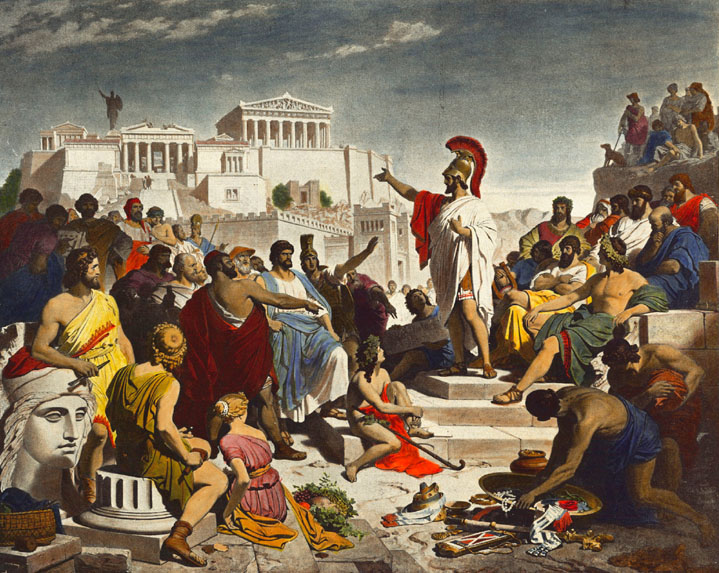
Pèricles pronuncia el discurs fúnebre (1852), Philipp von Foltz

En aquesta època va esclatar la guerra entre Samos i Milet per les ciutats de Priene i Anea. Milet, governada pels demòcrates, va demanar ajut a Atenes. El partit democràtic de Samos (a l'oposició) va donar suport a la petició. Atenes va exigir a Samos d'aturar les hostilitats i sotmetre la disputa a un tribunal atenès. Van tardar a contestar i Pèricles fou enviat a Samos amb 40 galeres per reforçar la petició. Va establir un govern democràtic a Samos i va agafar 100 ostatges dels oligarques que va deixar a Lemnos; també va cobrar una contribució de 80 talents; el sàtrapa persa de Sardes i els oligarques de Samos van voler subornar a Pèricles però no ho van aconseguir.
Atenes va deixar una guarnició a Samos i Pèricles va retornar. Només sortir els aristòcrates de Samos van recuperar el poder i els ostatges (mercès al sàtrapa Pissutnes, que a més va prometre l'ajut d'una flota fenícia); es va fer una crida a la revolta contra Atenes que no va ser seguida més que isoladament (Bizanci, per exemple). Pèricles amb 60 vaixells va tornar a Samos; amb 44 vaixells va atacar a la flota de Samos i els seus aliats que estava formada per 70 vaixells, i la va derrotar. Va assetjar la ciutat de Samos i va atacar la ciutat; el comandant local Melís va aconseguir una victòria parcial quan Pèricles va haver de sortir a enfrontar a la flota fenícia que arribava; quan va tornar els samis havien pogut trencar el setge i havien introduït provisions a la ciutat, i el setge fou establert de nou; Pèricles va rebre nous reforços (40 vaixells més) i va derrotar altre cop a la gent de Samos en el mar i això va acabar d'establir el setge definitiu; als nou mesos Samos va capitular i va haver de pagar els costos de la guerra i desmantellar les fortificacions i entregar les seves naus. Tot seguit va capitular Bizanci.
Al seu retorn a Atenes, Pèricles va fer cerimònies fúnebres magnifiques als caiguts (440 aC).

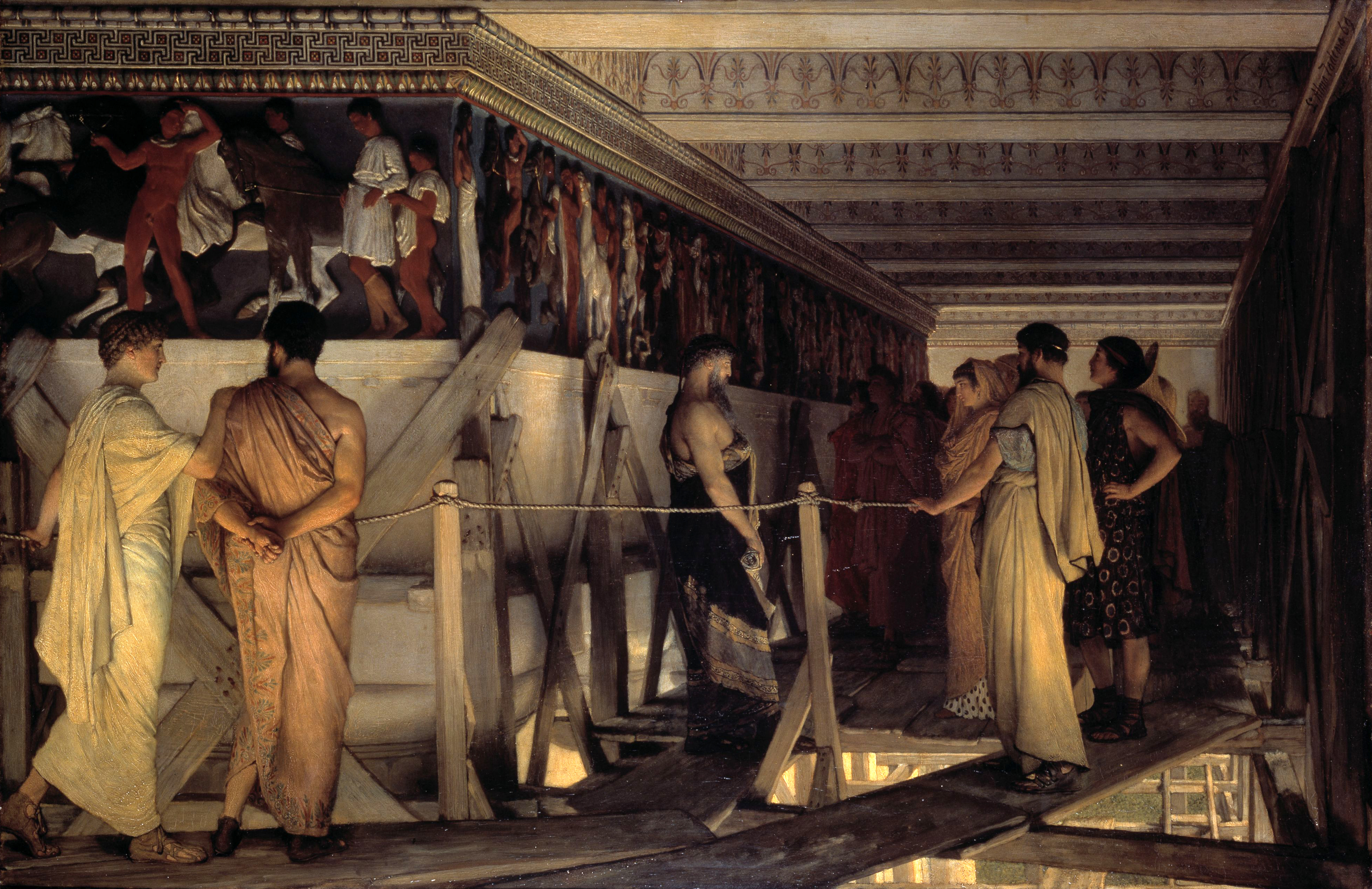
Fídies mostrant el fris del Partenó (1868), Lawrence Alma-Tadema, Birmingham Museums Trust

Pèricles fou atacat pels poetes còmics i el 440 aC es va aprovar una llei que limitava la comèdia. Altres atacs contra Pèricles, en no poder ser fets directament, ho van ser per mitjà dels seus amics: Fídies fou acusat d'apropiar-se d'una part de l'or destinat a adornar una estàtua de l'acròpoli, i el càrrec fou sostingut per Menó, un treballador de Fídies que havia estat subornat; però l'honradesa de Fídies fou demostrada; llavors fou denunciat per representar el seu rostre i el de Pèricles en les estàtues d'una batalla, i aquesta vegada, altre cop amb Menó com a testimoni comprat, Fídies fou empresonat i es creu que va morir a la presó de mort natural o enverinat.
Durant els següents nou anys Atenes no va estar implicada en cap conflicte seriós. Una petició d'ajut per expulsar al tirà Timesilau de Sinope, fou resposta per Pèricles que va enviar un cos de tropes dirigit per Lamac que va aconseguir fàcilment l'objectiu i es va apoderar de la propietat del tirà i els seus partidaris que fou confiscada.
Altre cop es va posar en discussió la natura del poder que Atenes exercia sobre la confederació de Delos: cobrava contribucions entre 460 i 600 talents (en part es pagaven els diners a canvi de serveis) i els estats eren autònoms governats pel partit democràtic protegit per Atenes; les causes judicials principals havien de ser vistes per corts atenenques. Pèricles admetia que s'exercia un domini tirànic sobre els aliats. Els atenesos però al·legaven, especialment davant els espartans, que eren el més moderats en l'exercici d'un domini extern i que el control que tenien havia estat reconegut tàcitament pel govern d'Esparta durant molt de temps.

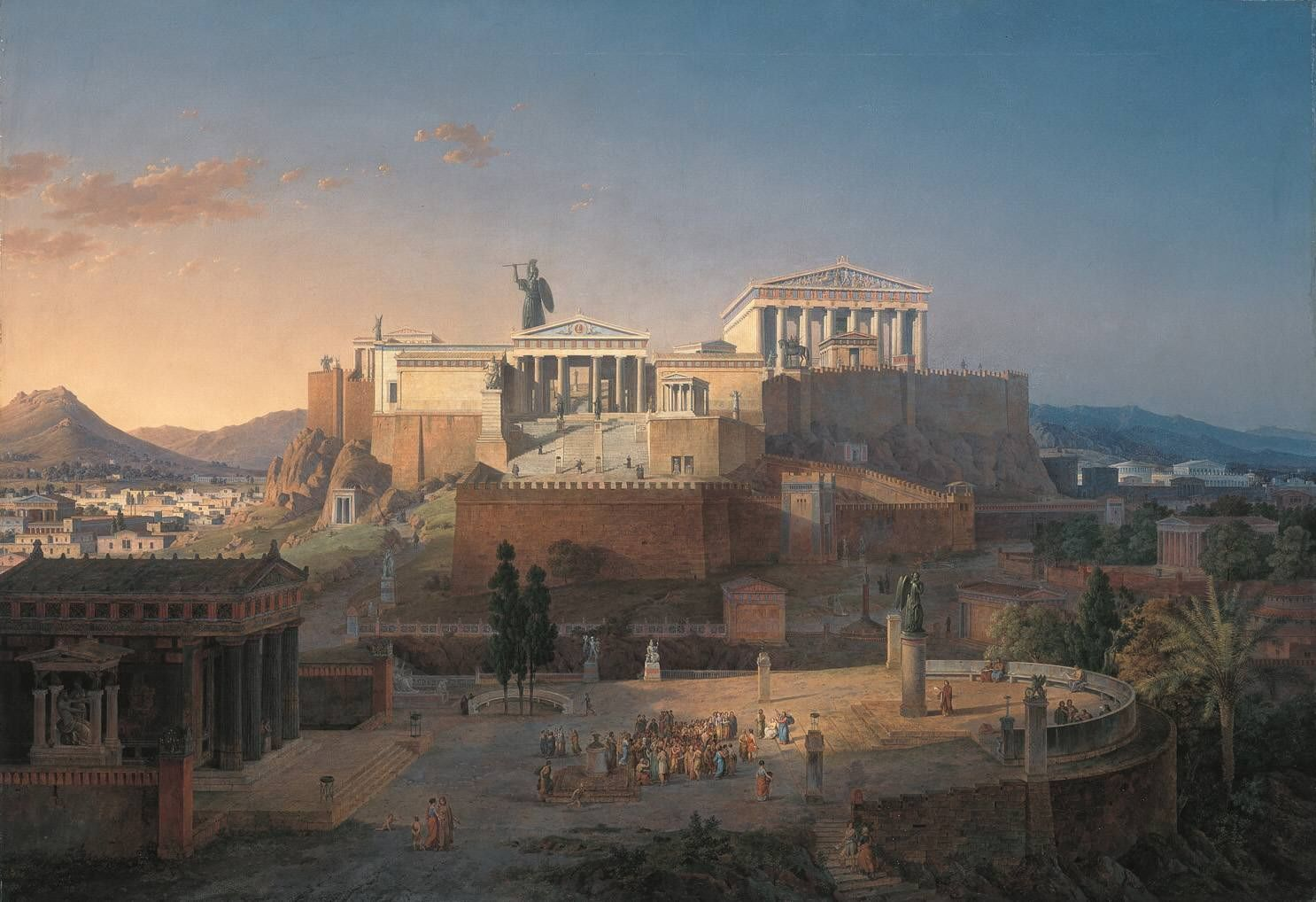
L'Acròpoli d'Atenes (1846), Leo von Klenze, Neue Pinakothek de Múnic

Atenes encara estava en expansió, i establert colònies a llocs com Òreos, Calcis, Naxos, Andros, Tràcia i al Quersonès Traci; fins i tot Sinope era quasi una colònia, puix que s'hi havia establert molts atenencs. La colònia de Túrios, a la Magna Grècia, fou fundada el 444 aC, i Amfípolis fou fundada per Hagnó el 437 aC. En aquestes colònies Atenes col·locava als seus ciutadans pobres i als que no tenien feina per manca de guerres. Per protegir la seva hegemonia i les colònies Pèricles va decidir reforçar la seva marina; 60 galeres van sortir cada any en missió d'entrenament; es van construir nous vaixells i es va fer una tercera muralla entre Atenes i el Pireu.
El tresor públic es va dedicar a grans construccions: a part de millores a l'acròpoli es van construir o millorar els Propileus (construïts en cinc anys), el Partenó, l'Odèon i altres. La direcció arquitectònica va estar en mans de Fídies i amb ell van treballar Alcàmenes, Agoràcrit, Ictí, Cal·lícrates (aquests dos darrers, els arquitectes del Partenó), Mnèsicles (arquitecte dels Propileus), Corebos (l'arquitecte que va començar el temple d'Eleusis), Cal·límac, Metàgenes, Xènocles i altres. Aquestes construccions van moure l'activitat econòmica d'altres branques industrials i comercials de l'Àtica i van portar una prosperitat universal (materials, artesans, serveis, subordinats…). Això però també va tornar als seus habitants menys preparats per la guerra, acostumats a tenir un pagament segur, i alguns enriquits ràpidament i amb por de perdre els seus guanys.

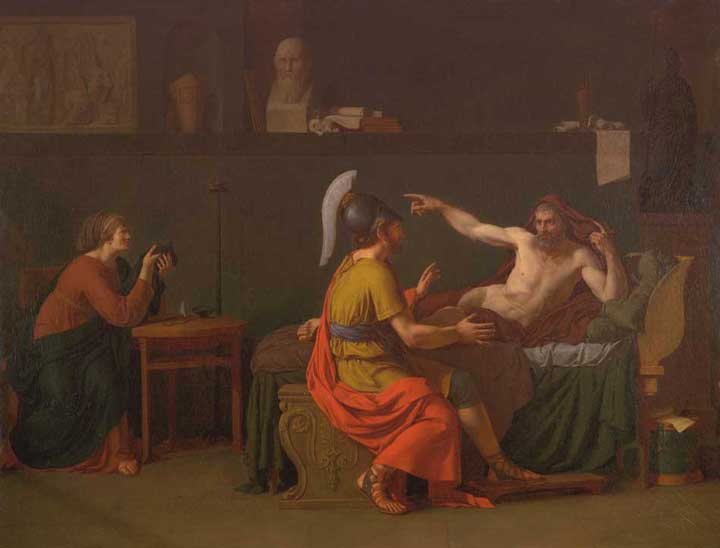
Anaxàgores i Pèricles (1796), Augustin-Louis Belle, Matthiesen Gallery

En aquestos anys, la seva parella Aspàsia de Milet fou acusada pel poeta còmic Hermip de corrompre els costums de les dones atenenques (per admetre a les dones a veure els progressos de les obres de Pèricles). Mentre estava pendent de judici es va aprovar una llei per la que tot el que denegués l'existència del déus o introduís noves opinions sobre fenòmens celestials seria processat; això anava dirigit a Anaxàgores i a través d'ell a Pèricles. Un altre decret proposat per Dracòntides establia que Pèricles hauria de retre comptes de la despesa pública davant els pritanes. Aspàsia fou finalment absolta per les pressions de Pèricles; la sort d'Anàxagores és incerta i del procediment contra Pèricles no se'n torna a parlar; es diu que aquest càrrec va induir a Pèricles a provocar la guerra del Peloponnès, però no s'ha pogut provar.
Corcira va demanar ajut a Atenes contra Corint; Pèricles va enviar deu galeres dirigides per Lacedemoni, fill de Cimó; al darrere van anar 20 vaixells més. Van seguir unes mesures de setge contra Potidea. Tot això va portar a la guerra declarada per la Confederació Peloponèsia que va enviar ambaixadors a Atenes, sigui per augmentar les causes de l'enfrontament sigui per intentar evitar la guerra: els ambaixadors van demanar entre altres coses el desterrament dels alcmeònides (Pèricles estava lligat a aquesta dinastia per la mare) per presentar a Pèricles com un obstacles per la pau; la mort de Pausànies d'Esparta va trencar els plans lacedemonis, però encara es van fer noves demandes: aixecament del setge de Potidea, restauració de la independència d'Egina, i retirada del decret contra Mègara (els megarians eren exclosos de l'àgora d'Atenes i dels ports dominats per Atenes sota pena de mort) del qual un rumor popular feia responsable a Pèricles per motius privats; finalment la darrera petició espartana era que Atenes havia de reconèixer la independència de tots els estats grecs abandonant la seva hegemonia sobre molts estats.
Pèricles va reunir l'assemblea i es va oposar a aquestes peticions; va aconsellar de fer la guerra al mar i no estendre els seus dominis, i no lluitar a terra per no arriscar una derrota que seria aprofitada pels aliats per revoltar-se; considerava a la Lliga Peloponèsia una aliança poc estructurada i sense comandament ni recursos econòmics per fer la guerra a Atenes; finalment recomanava no aixecar el decret contra Mègara si Esparta no feia el mateix contra els estrangers al seu territori; no donaria la independència als estats aliats més que si Esparta ho feia amb els seus; i proposava sotmetre les diferències a un arbitratge.
El 431 aC Platea fou ocupada; els dos bàndols es preparaven per les hostilitats i un exèrcit peloponesi es va dirigir a l'istme de Corint; Arquidam II, enviat amb un exèrcit a l'Àtica, va enviar un ambaixador a Atenes, però en virtut d'un decret instat per Pèricles poc abans, l'ambaixada dirigida per Melesip no va poder entrar a la ciutat. Pèricles va declarar a l'assemblea que si les terres de Pèricles no eren saquejades per Arquidam (els espartans volien provocar l'odi contra Pèricles per fer pensar que gaudia de protecció dels espartans) les donaria al poble. Els espartans efectivament van assolar Àtica però Pèricles va romandre fidel al seu pla i es va tancar darrere les muralles deixant el camp als espartans i buscant la victòria a la mar. Una flota de 100 vaixells va rodejar el Peloponès; una altra flota de 30 vaixells fou enviada a la Lòcrida i Eubea; a l'estiu la població d'Egina fou deportada i l'illa repoblada amb colons atenencs. Es va fer també aliança amb Sitalces rei odrisi de Tràcia; a la tardor, Pèricles amb un exèrcit es va dirigir a la Megàrida i va assolar el país. L'hivern Pèricles va presidir l'oració funerària pels caiguts.

## El declivi

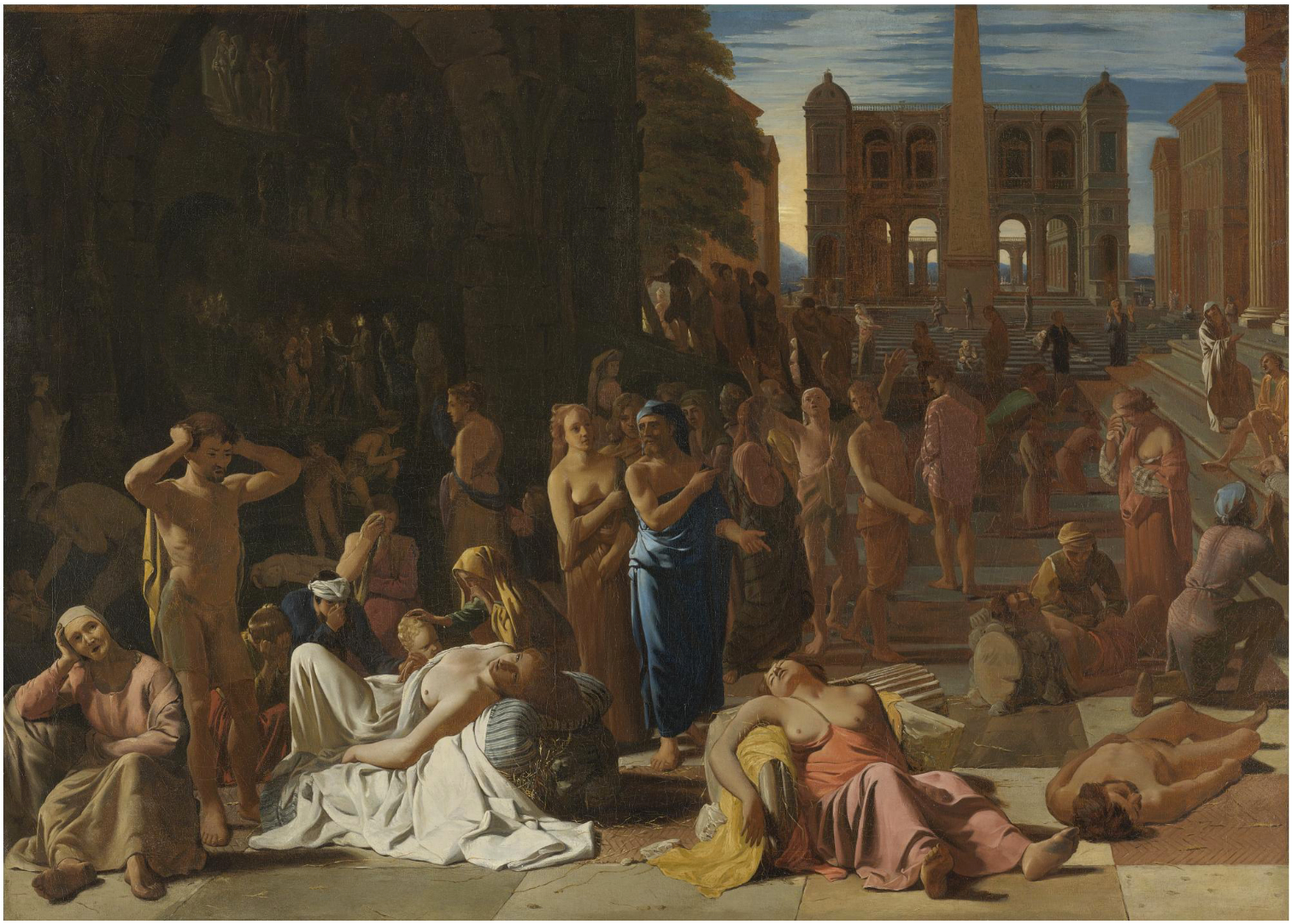
Epidèmia en una ciutat antiga (1664), Michiel Sweerts, LACMA

L'estiu següent (430 aC) els espartans van envair altre cop Àtica i Pèricles va mantenir la seva política; una plaga va aparèixer a Atenes. Pèricles va dirigir una flota de 100 vaixells a les costes del Peloponnès; la plaga i els saquejos van portar a la població atenenca a voler la pau i van començar a veure a Pèricles com el responsable de la seva desgràcia. Absent Pèricles, una ambaixada fou enviada a Esparta amb una proposta de pau però no va tenir èxit; Pèricles va tornar llavors i va convocar a una assemblea on va exposar la situació que per Atenes estava lluny de ser dolenta, però calia defensar-se aferrissadament. Tot i aquest discurs es va aprovar un decret que el privava del comandament i el condemnava a una multa, però al següent any fou elegit altre cop com a general (429 aC).
Alguns parents i amics de Pèricles van morir per la plaga (com el seu fill Xantip, una germana i amics molts propers) però això no li va impedir dirigir les operacions de l'any 429 aC. Més tard va morir el seu únic fill legítim que encara vivia Paralos, un jove molt prometedor i això va afectar sèriament a Pèricles. El seu fill bastard va rebre, per decret especial, el dret de ser enrolat en la seva tribu i rebre el seu nom.
A la tardor del 429 aC Pèricles va morir també a causa de la plaga.

## Llegat

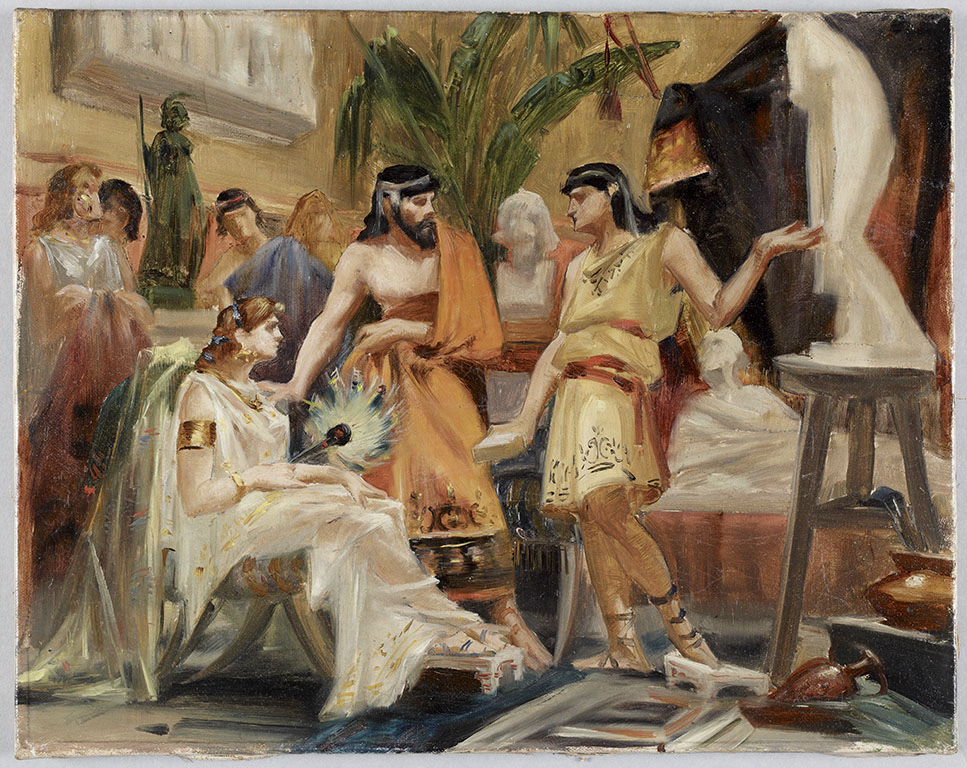
Pèricles i Aspàsia al taller de Fídies (1833), Georges Roussel

El nom de la dona de Pèricles és desconegut. Va tenir amb ella dos fills, Xantip i Paralos. El matrimoni no fou feliç i Pèricles es va aparellar amb Aspàsia de Milet, amb qui va viure amb harmonia la resta de la seva vida. Aspàsia es va divorciar del seu marit per unir-se a Pèricles. Va tenir un fill amb ella que va portar el nom de Pèricles com el pare (Pèricles el Jove). Es diu que, quan va morir, la seva fortuna personal era la mateixa que quan va accedir per primer cop als alts càrrecs de l'estat.
Pèricles donava gran importància als seus discursos com a mitjà per a convèncer el poble de les seves idees. Coherentment, va ajudar a estendre l'oratòria mitjançant l'escola i va protegir el teatre. Atorgava gran prestigi a la religió (destaquen les festes en honor de la deessa Atenea) i a la filosofia. Va impulsar gran quantitat d'obres públiques i de lleis que afavorien el comerç marítim, la principal font d'ingressos d'Atenes. Però la supremacia creixent de l'estat va causar el descontentament de les altres ciutats gregues, i fou origen de la Guerra del Peloponnès.